# Баденская культура
Баденская культура, в Венгрии — пецельская культура — неолитическая (энеолитическая) культура Центральной и Юго-Восточной Европы (3600—2800 годы до н. э.).
Как варианты баденской рассматриваются костолацкая и болеразская культуры, хотя они имеют ряд важных отличий.

## История открытия
Открыта археологом Гальяно в 1892 году на базе артефактов, найденных к югу от Вены (Австро-Венгерская империя).

## География
Австрия, Венгрия, Чехия, Словакия (Болераз), северная Сербия, Швейцария, южная Польша, южная Германия, а также Украина (Закарпатье).

## Происхождение и генетические связи
Возникла в результате экспансии культуры чернавода на запад по так называемой «аварской тропе» (вверх по Дунаю). Вытеснила культуру лендьел в регион Скандинавии, где та породила культуру воронковидных кубков.
Позднее территорию баденской культуры занимают народы культуры боевых топоров.
Наследниками баденской культуры считаются вучедолская культура, коцофенская культура, езерская культура, культура Юнаците и ряд других. Все эти культуры, помимо собственно баденских элементов, впитали некоторые элементы ассимилированных ими местных культур энеолита.

## Стадии развития
- Ласиньская культура (3700 г. до н. э.)
- Болеразская культура (3500 г. до н. э.)
- Постболераз
- Классический Баден (3400 г. до н. э. и позднее)
- Исчезновение около 3000 г. до н. э. (переход в постбаденские культуры)

## Язык
Согласно мнению М. Гимбутас баденская культура представляла собой одну из первых волн индоевропейцев в Европе. По одной из гипотез, баденская культура наряду с родственными культурами пецель и коцофень была общим предком носителей италийских языков и лузитанов. С точки зрения Л. С. Клейна, комплекс баденских культур был предковым для носителей анатолийских языков (протохеттов).

## Жилища
Население обитало в укреплённых посёлках с каменными стенами.

## Артефакты
Изготовляли украшения из раковин и меди (кольца). Использовались луки и стрелы. Найдены следы керамики и глиняные фигурки животных. Предполагается, что племена баденской культуры были знакомы с колёсным транспортом (телегой — англ. wagon).

## Погребения
Из погребальных обрядов характерна кремация.

## Палеогенетика
Исследованные геномы носителей культуры демонстрируют следующее соотношение предковых компонентов:
- ранние европейские земледельцы 78-91 %
- западноевропейские охотники-собиратели 6-17 %
- западные степные скотоводы 0-8 %

Отсюда делается вывод, что влияние индоевропейцев на популяцию баденской культуры было ещё не генетическим, а только культурным.
У образца BAD001 (3530-3370 лет до н. э.) обнаружена Y-хромосомная гаплогруппа I-M170 и митохондриальная гаплогруппа К1a4a1. Мальчик восьми-девяти лет из памятника баденской культуры был, по всей видимости, мигрантом из западных регионов Европы, поскольку генетически он схож с населением, жившим на территории современных Франции и Испании в эпоху неолита.

## Хозяйство
Основу хозяйства занимали охота и скотоводство.